# Daniel Pudil
Daniel Pudil (pronunție în cehă [ˈdanɪjɛl ˈpuɟɪl]; n. 27 septembrie 1985, Praga, Cehoslovacia) este un fotbalist ceh care a jucat ultima dată pe posturile de fundaș stânga sau extremă stânga pentru Sheffield Wednesday și echipa națională a Cehiei.

## Cariera pe echipe

### Cehia
Pudil și-a început cariera în Cehia la echipa de tineret a lui Sparta Praga. A părăsit clubul la vârsta de optsprezece ani și s-a alăturat echipei FK Chmel Blšany. La Chmel Blšany Pudil a folosit ca fundaș stânga și a marcat două goluri în unsprezece meciuri. După șase luni, Pudil a semnat cu FC Slovan Liberec. Deși a jucat în doar doisprezece meciuri în primul său sezon, Pudil a făcut parte din echipa care avea să câștige al doilea titlu din istorie, cu Pudil jucând în 29 de meciuri și marcând trei goluri. În timpul sezonului, Pudil a înscris primul gol al carierei sale într-o remiză cu 2-2 împotriva lui Příbram pe 7 noiembrie 2005. De-a lungul sezonului, Pudil s-a stabilit în primul unsprezece al clubului.
În 2007, el a dat probe pentru echipa engleză Watford, dar antrenorul Aidy Boothroyd a decis să nu îl păstreze pe Pudil.
În sezonul 2007-2008, în care a jucat trei meciuri pentru Slovan Liberec, Pudil a fost împrumutat de Liberec timp de un sezon la SK Slavia Praha și a debutat pe 15 septembrie 2007, într-o remiză 0-0 împotriva lui Baník Ostrava. A debutat în Liga Campionilor patru zile mai târziu, într-o victorie scor 2-1 cu Steaua București. Pe 29 septembrie 2007, Pudil a marcat primul gol într-o victorie cu 7-1 cu Fastav Zlín; a marcat din nou în înfrângerea cu Sevillia, scor 2-1 iar al doilea gol în campionat l-a marcat în victoria cu 2-0 cu Sparta Praga șase zile mai târziu. În cadrul celui de-al treilea meci al UEFA Champions League din grupe, Pudil a făcut parte din echipa care a fost învinsă de Arsenal cu 7-0 Șase zile mai târziu, Pudil a jucat împotriva fostului său club într-o remiză scor 1-1; în următoarea întâlnire cu Slovan Liberec din retur, Pudil i-a dat o pasă de gol lui Zdeněk Šenkeřík, care a înscris singurul gol al partidei. În urma eliminării lui Slavia Praga din Liga Campionilor și obținerea locului trei în grupe care a dus-o în șaisprezecimile Cupei UEFA, Pudil i-a dat o pasă de gol lui Matej Krajčík în meciul retur cu Tottenham Hotspur, care s-a terminat la egalitate, scor 1-1. Cu toate acestea, Slavia Praga a pierdut cu 3-1 la general, după ce a pierdut cu 2-0 în tur. În ultima etapă a sezonului, Pudil a înscris într-o remiză scor 2-2 împotriva lui Baumit Jablonec. La sfârșitul sezonului, Slavia Praga s-a aflat pe primul loc în campionatul Cehiei. Datorită stilului de viață controversat, Slavia Praha a decis să nu-i prelungească contractul lui Pudil.

### Genk
Pudil a semnat cu clubul belgian KRC Genk care l-a cumpărat de la FC Slovan Liberec la 1 iulie 2008, pentru 1,5 milioane de euro. Pudil a fost dorit și de echipele italiene Reggina și Lecce, dar Genk a fost cea care a reușit să-l convingă pe jucător. În prima etapă a sezonului din 17 august 2008, Pudil și-a făcut debutul pentru club într-un meci terminat la egalitate, scor 1-1 împotriva lui Beerschot. Două zile mai târziu, Pudil a marcat primul său gol în victoria cu 3-1 cu Zulte Waregem de pe 14 septembrie 2008. Cu toate acestea, în următorul meci, Pudil a primit un cartonaș roșu după ce a încasat două cartonașe galbene, într-un meci pierdut cu 1-0 în fața lui Club Brugge. În primul său sezon la Genk, Pudil a marcat patru goluri în douăzeci și nouă de meciuri. La Genk, Pudil a devenit titular. În următorul sezon Pudil a jucat în 27 de meciuri de campionat. Într-un meci din Cupa UEFA împotriva lui Lille, Pudil i-a dat o pasă de gol lui Elianiv Barda, dar a primit un cartonaș roșu după ce a încasat două cartonașe galbene. În următorul sezon, Pudil a făcut parte din echipa lui Genk care a câștigat titlul pentru a doua oară.
El a petrecut trei sezoane și jumătate la belgian, după care a semnat un contrat cu Granada pe  cinci ani și jumătate în ianuarie 2012.

### Cesena
După ce a semnat cu Granada, Pudil a fost imediat împrumutat la Cesena pentru returul sezonului 2011-2012. La 1 februarie 2012, Pudil și-a făcut debutul pentru echipa italiană jucând ca mijlocaș defensiv, într-un egal scor 0-0 împotriva lui Napoli. La optsprezece zile după ce a debutat, Pudil a marcat primul său gol într-o înfrângere cu 3-1 împotriva lui AC Milan. La 7 martie 2012, a luat două cartonașe galbene în două minute, la scorul de 0-0 împotriva Cataniei. La sfârșitul sezonului, Cesena a retrogradat în Serie B.

### Watford
Pudil a fost împrumutat la Watford în sezonul 2012-2013, unde a jucat alături de colegul de la echipa națională Matěj Vydra. În pre-sezon, Pudil a jucat primul său meci într-un amical cu Tottenham Hotspur în meciul dedicat lui Lloyd Doyley, dar după ce a jucat cinci minute, a ieșit accidentat. A fost o accidentare ușoară din care și-a revenit repede. Pudil și-a făcut debutul pentru Watford, în al doilea meci al sezonului, în înfrângerea cu 1-0 împotriva lui Ipswich Town.
Jucând pe postul de fundaș stânga în șase meciuri, Pudil a fost folosit ca mijlocaș stânga, poziție din care a dat mai multe pase de gol La 23 octombrie 2012, Pudil a primit un cartonaș roșu într-o înfrângere cu 2-1 împotriva Cardiff City după ceea ce a fost considerat de arbitru drept un gest nesportiv făcut împotriva lui Craig Noone. După meci, Watford a atacat decizia, cu sprijinul lui Cardiff City și al lui Noone însuși. Suspendarea de trei meciuri a fost astfel redusă la una de către Federația Engleză de Fotbal. În primul meci din 2013, Pudil a marcat primul său gol pentru Watford într-o înfrângere cu 4-3 împotriva lui Charlton Athletic. Până la sfârșitul sezonului 2012-2013, Pudil a jucat 40 de meciuri în toate competițiile, iar la sfârșitul sezonului, Pudil s-a întors la Granada, după ce împrumutul lui la Watford s-a încheiat.
La 4 iulie 2013, Pudil a anunțat pe Twitter că a semnat cu Watford un contract de patru ani. Primul meci al lui Pudil după ce a semnat noul contract a fost cel din prima etapă cu Birmingham City, în care a intrat pe teren în locul lui Ikechi Anya în minutul 75, în timp ce primul gol marcat în acel sezon a fost cel din remiza scor 1-1 cu Charlton Athletic de pe 14 septembrie 2013.

### Sheffield Wednesday
La 29 august 2015, Pudil a fost împrumutat timp de un an la Sheffield Wednesday. El a marcat primul gol pentru Sheffield Wednesday în victoria cu 3-1 cu Preston North End din 3 octombrie 2015. Pudil a fost achiziționat definitiv la 28 iulie 2016 pentru suma de 1.500.000 de lire sterline.  Sheffield i-a reziliat contractul la sfârșitul sezonului 2018-2019.

## Cariera la națională
Pudil și-a reprezentat țara sa la categoriile de vârstă sub 19 ani și sub 21 de ani. El și-a făcut debutul la naționala mare în 2007, pentru care a marcat primul gol la 21 noiembrie 2007 într-o victorie cu 0-2 în deplasare împotriva Ciprului în calificările pentru Campionatul European din 2008. Pudil a făcut parte din echipa Cehiei care a participat la Campionatul European din 2016.